# Телегон
Телегон в древногръцката митология е син на Одисей и Цирцея.
По съвет на майка си, се отправил да търси баща си. Когато стъпил на Итака, Одисей вдигнал оръжие срещу чужденеца. Телегон го ранил смъртно с копие, което имало накрайник от плавник на скат. Така се сбъднало предсказанието на прорицателя Тирезий, че Одисей ще загине от море, но не в море. Разбирайки, че е убил баща си, Телегон занесъл тялото на Одисей на острова на Кирка. Според един от вариантите на мита, впоследствие Телегон се оженил за вдовицата на Одисей – Пенелопа. От нея има син Итал, който дава името на държавата Италия, която преди него се наричала Хесперия.
- Друг Телегон е цар на Египет, който се жени на нимфата Ио.